# NGC 629
NGC 629 – asteryzm znajdujący się w gwiazdozbiorze Kasjopei. Składa się z pięciu położonych blisko siebie gwiazd, ustawionych prawie w linii prostej. Odkrył go Friedrich Georg Wilhelm Struve w 1825 roku.